# Gaspare Tagliacozzi

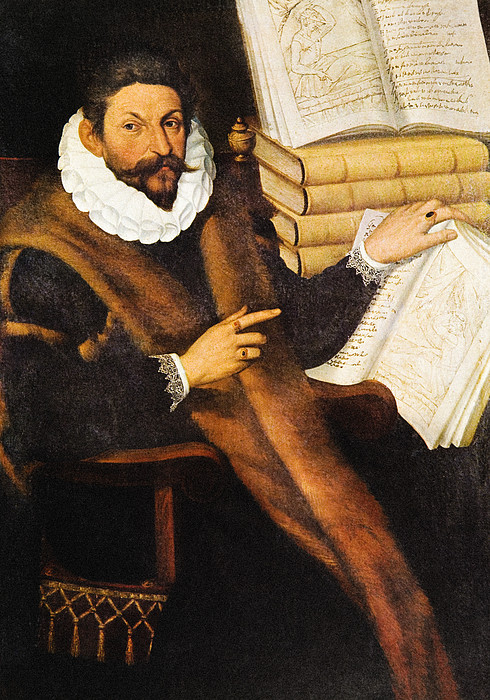
Porträt von Gaspare Tagliacozzi

Gaspare Tagliacozzi (* 1546 oder März 1545 in Bologna; † 7. November 1599 ebenda) war ein italienischer Chirurg und Anatom. Er entwickelte in Bologna eine Form der Rhinoplastik.

## Leben
Tagliacozzi studierte an der Universität Bologna unter Gerolamo Cardano, 1570 wurde er promoviert. In Bologna wurde er Professor für Chirurgie, Anatomie und theoretische Medizin.

## Wirken

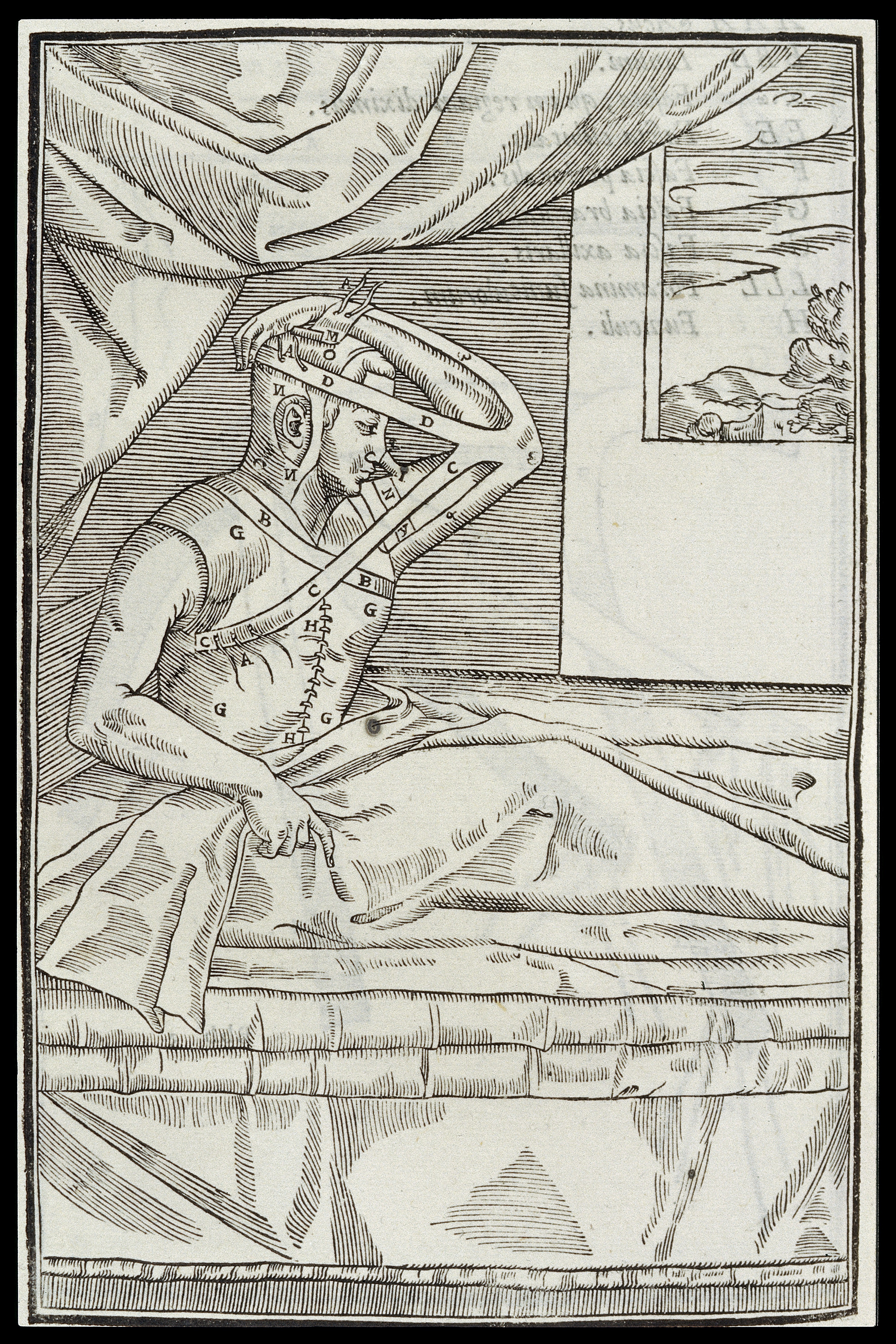
Abbildung aus De curtorum chirurgia per Insitionem, 1597

Gegen Ende des 14. Jahrhunderts entwickelte die sizilianische Familie Branca (Branca der Ältere und sein Sohn Antonio Branca) eine operative Alternative zur Indischen Nasenplastik, den gestielten Armlappen (Distanzlappen). Die Nasenplastik fand in jenen Zeiten hauptsächlich bei duell- oder kriegsbedingten Verstümmelungen und beim syphilitischen Zerfall der Nase Anwendung. Sechs Teiloperationen und insgesamt 3–4 Monate Zeit erfordernd, wurde die Nase als gestielte Fernlappenplastik aus der Haut der Innenseite des Oberarms gebildet, wie es in ähnlicher Weise mehr als 100 Jahre vor ihm bereits Heinrich von Pfalzpaint beschrieben hatte. 1586 erstmals in einem (später gedruckten) Brief erwähnt, wurde die Technik von Tagliacozzi als erstem 1597 in gedruckter Form publiziert, gelangte dadurch an die breite Öffentlichkeit und wurde als italienische Methode bekannt. Sie wird unter der Bezeichnung Lappenplastik noch heute in abgewandelter Form und Anwendung zur Deckung von Weichteildefekten als Leistenlappen durchgeführt. Tagliacozzi beschrieb auch die Wiederherstellung von verstümmelten Ohren und Lippen (Lippenplastik) und gilt deshalb als Pionier der plastischen Chirurgie in Europa, auch wenn er nicht der Erfinder der Methoden ist.

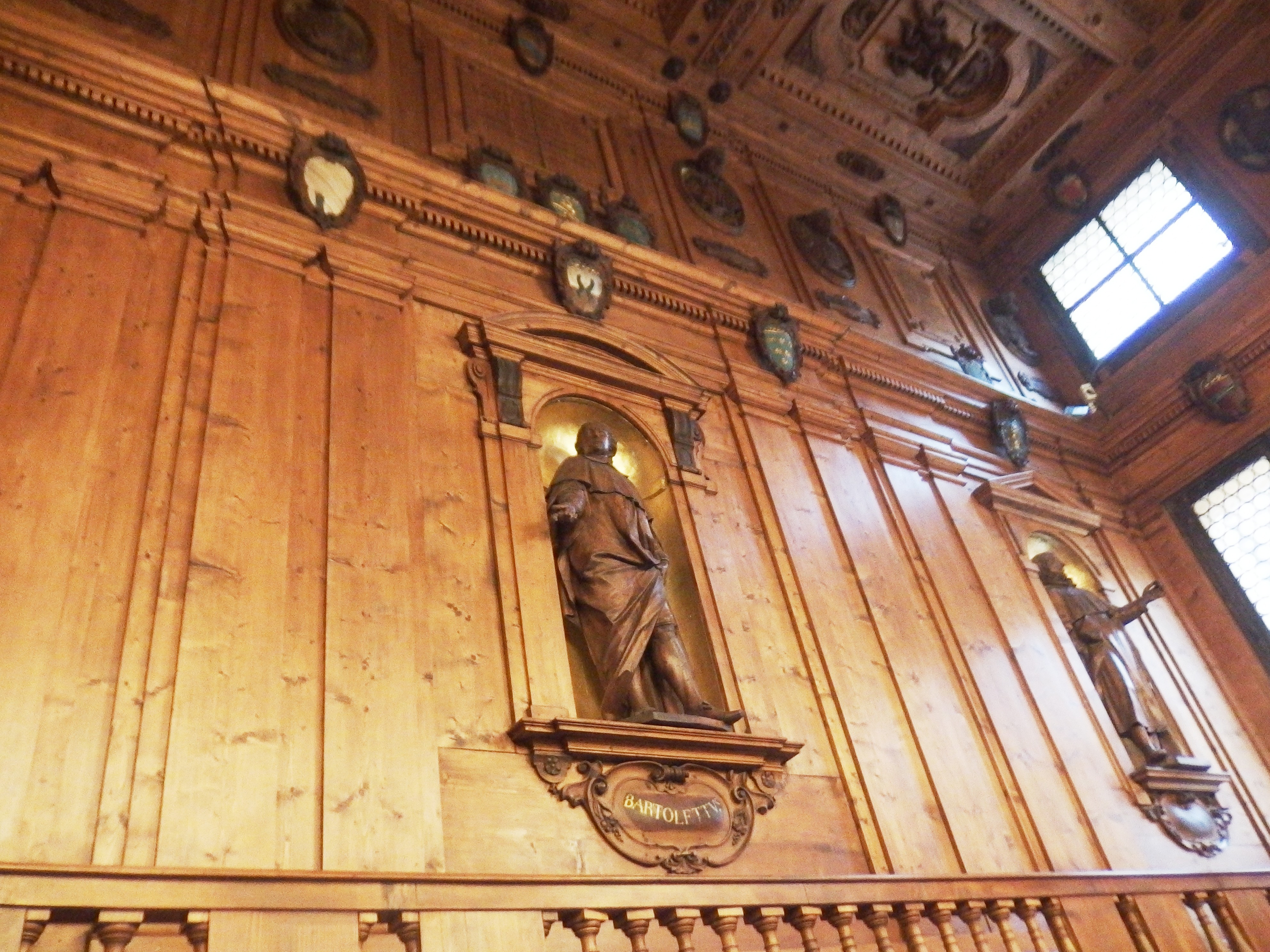
Rechts: Tagliacozzi

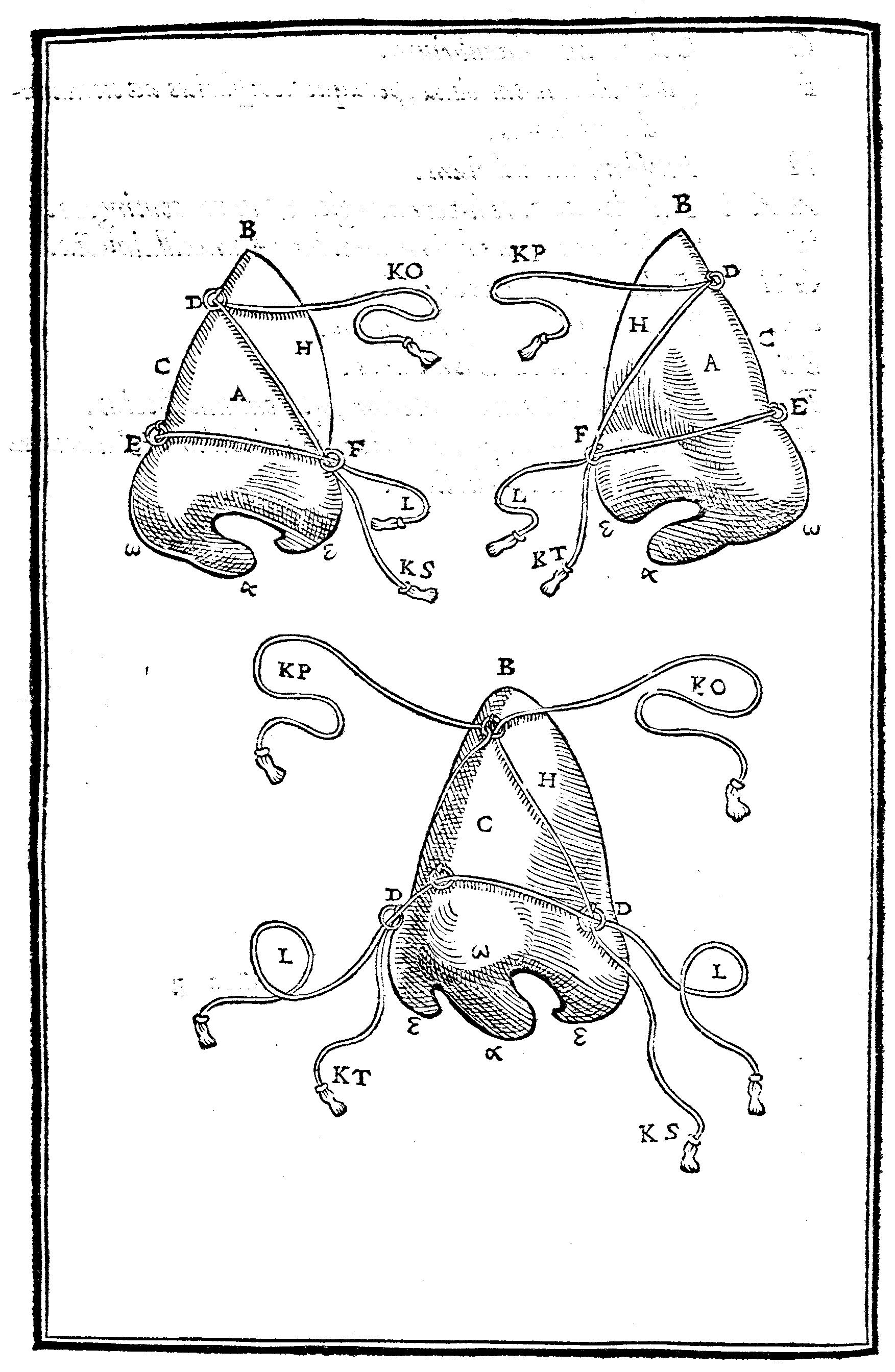
Abbildung aus De curtorum chirurgia per Insitionem, 1597

Im Theatrum anatomicum von Bologna befindet sich eine Nischenfigur, die Tagliacozzi mit einer von ihm plastisch-chirurgisch geformten Nase zeigt.

## Schriften
- De Curtorum Chirurgia per Insitionem Libri Duo. Venedig 1597.